# Steven Aalders

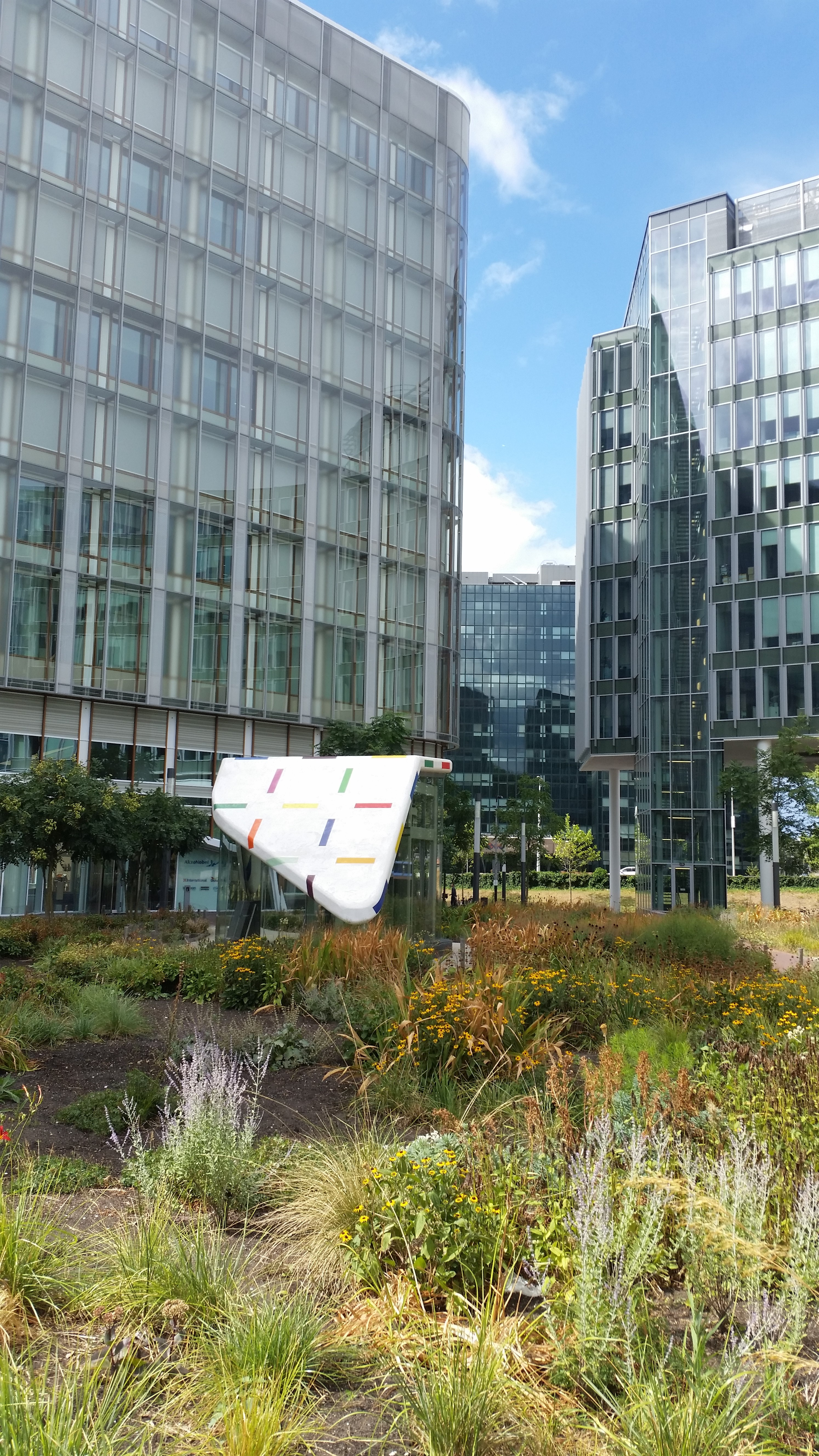
Dak van de parkeergarage van Stibbe, Amsterdam Zuid (2018)

Steven Aalders (Middelburg, 4 juli 1959) is een Nederlands beeldend kunstenaar. Hij maakt minimale abstracte schilderijen in de traditie van het modernisme van Piet Mondriaan en de Amerikaanse minimal art. Hij woont en werkt in Amsterdam. 

## Biografie
Aalders studeerde aan de Rietveld Academie in Amsterdam, Croydon College in Londen en Ateliers '63 in Haarlem. In 1986 won hij de Koninklijke Prijs voor Vrije Schilderkunst.

## Werk
Sinds begin jaren negentig maakt Aalders abstracte schilderijen met olieverf op linnen, waarin het gedachtegoed van het modernisme van Mondriaan en de Amerikaanse minimal art is verwerkt. Hij brengt de minimale en seriële concepten van de jaren zestig en zeventig terug naar de traditie van de handgemaakte gelaagde schilderkunst, die licht en ruimte oproept. Zijn geometrische composities van horizontale en verticale banen en vlakken op een monochrome achtergrond zijn eenvoudig van vorm maar complex in hun kleurstelling en refereren aan kunsthistorische en filosofische onderwerpen als tijd en plaats.

## Tentoonstellingen (selectie)
In 2002 had hij een solotentoonstelling Vertical Thoughts in het Stedelijk Museum voor Actuele Kunst (SMAK) in Gent, waarbij een gelijknamige catalogus verscheen met teksten van Jan Hoet en Pietje Tegenbosch. In 2009 stelde hij een tentoonstelling Place in het Mondriaanhuis te Amersfoort samen met zijn eigen werk in relatie tot muziek van Morton Feldman en meubels van de monnik/architect Dom Hans van der Laan. In 2010 had hij een solo tentoonstelling Cardinal Points in het Gemeentemuseum Den Haag, waarbij een catalogus verscheen met een overzicht van vijftien jaar werk, met teksten van Rudi Fuchs, Thomas Lange en Steven Aalders zelf en vormgegeven door Irma Boom.

## Werk in openbare collecties (selectie)
Zijn werk wordt internationaal verzameld door particuliere verzamelaars en musea, waaronder het Stedelijk Museum Amsterdam, het Museum Kurhaus Kleef, Museum Voorlinden in Wassenaar en andere openbare collecties zoals de AKZO Nobel Art Foundation, ABN AMRO Bank Art Collection en Thoma Art Collection in Chicago. 

## Artikelen
Steven Aalders schrijft ook af en toe artikelen over kunst in dagbladen als Het Financieele Dagblad en (kunst)tijdschriften waaronder Kunstbeeld. 